# Pustula obtusata
Witte roest (Pustula obtusata, synoniemen:Albugo tragopogonis) is een oömyceet (waterschimmel, Pustula tragopogonis), die behoort tot de familie Albuginaceae. Deze waterschimmel komt onder andere voor op de onderkant van de bladeren van schorseneer.
Op geïnfecteerde planten ontwikkelen zich ongeslachtelijke sporen (sporangia en zoösporen). Uit deze sporen kunnen nieuwe infecties ontstaan als de plant ten minste gedurende vier à acht uur nat blijft, de zogenaamde bladnat-periode. De geslachtelijke fase van de ziekte is met oösporen, die in tegenstelling tot de zoösporen gedurende een lange periode buiten de waardplant in leven blijven. Bij de paring van een hyfe van het type A1 met een hyfe van het type A2 worden een oögonium en een antheridium gevormd, waaruit de oöspore ontstaat. Deze eicel wordt binnen een gametangium door een spermatozoïde bevrucht. Uit de oösporen ontstaan sporangia en zoösporangia. De zoösporangia vormen ten slotte de zoösporen.